# Centrale électrique solaire
Une centrale électrique solaire est un système de production d'électricité qui utilise l'énergie solaire comme seul carburant. Il en existe essentiellement deux types, les centrales solaires photovoltaïques et les centrales solaires thermodynamiques.

## Centrale solaire photovoltaïque

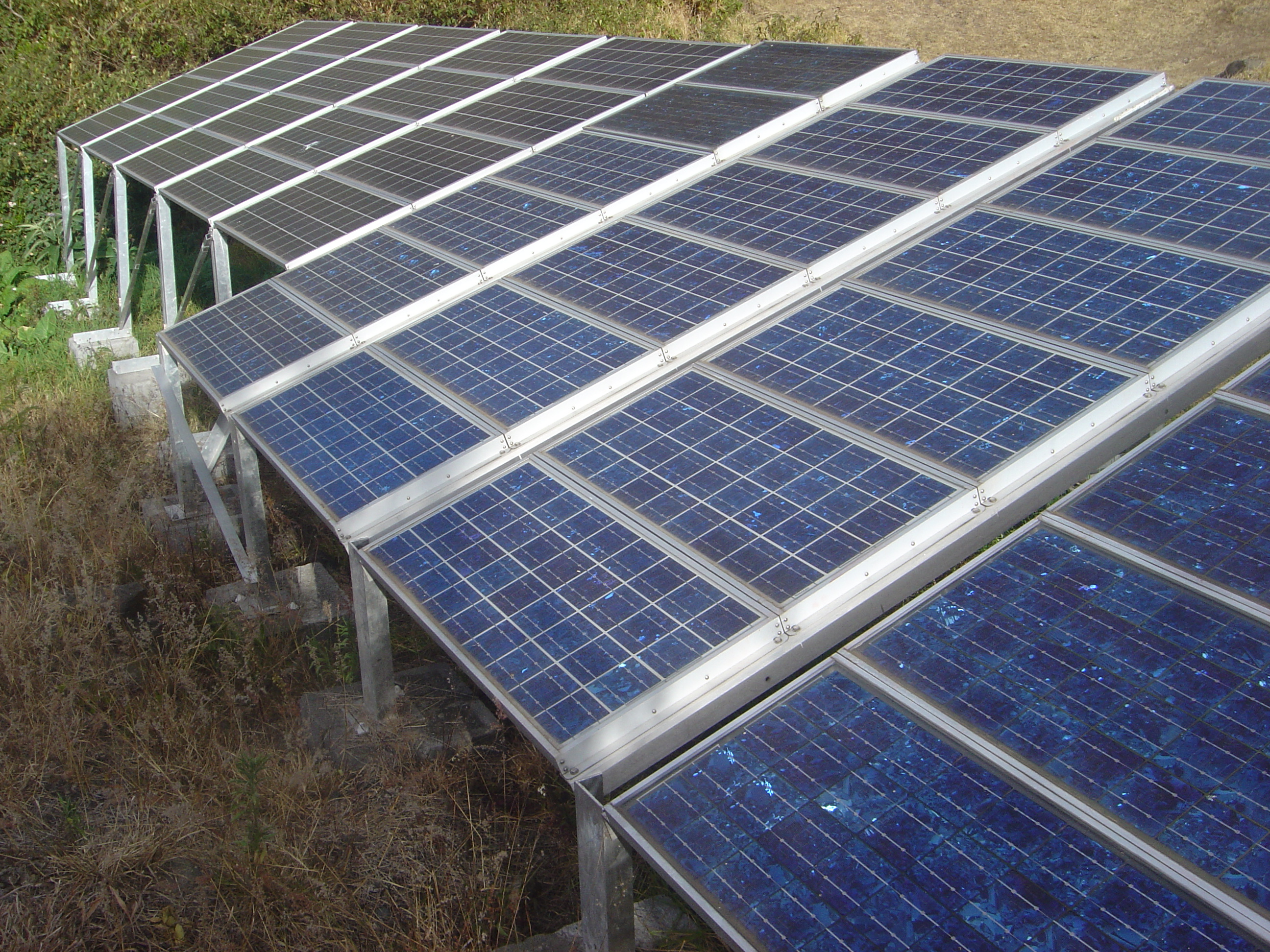
Centrale solaire photovoltaïque à la Réunion.

Une centrale solaire photovoltaïque est constituée d'un champ de modules solaires photovoltaïques reliés entre eux en série et en parallèle et connectés à un ou plusieurs onduleurs. C'est le cas par exemple de la centrale solaire du Mont Soleil (Suisse).
Les plus grandes centrales solaires photovoltaïques au monde sont fin 2011 ; celles de Montalto di Castro en Italie, d’une puissance de 84 MWc, la centrale allemande de Finsterwalde, 81 MWc, opérationnelle depuis fin 2010, celle de Sarnia au Canada, et les centrales ukrainiennes d’Okhotnykovo et de Perovo qui fournissent respectivement une puissance électrique maximale de 80 et 100 MWc. Ces centrales occupent de 100 à 300 hectares et sont composées de plusieurs centaines de milliers de panneaux photovoltaïques (1,3 million à Sarnia), qui sont généralement fixes mais dont certains peuvent s'orienter automatiquement en fonction de la trajectoire du Soleil.
En France, la plus grande centrale solaire photovoltaïque au moment de sa mise en service en 2012 est celle de Toul-Rosières, située près de Nancy. Construite par EDF Énergies Nouvelles, elle comprend 120 ha de panneaux (pour une emprise au sol de 367 ha) et affiche une puissance-crête de 115 MWc.
La seconde est celle de Losse (Losse - Gabardan, dans les Landes); construite également par EDF Énergies Nouvelles, elle a été inaugurée en octobre 2011. Elle inclut 300 ha de panneaux majoritairement fixes (pour une emprise au sol de 317 ha) et affiche une puissance-crête de 67,2 MWc.

## Centrale solaire thermique
Une centrale solaire thermique (ou thermodynamique ou encore heliothermodynamique) est constituée d'un champ de capteurs solaires spéciaux appelés héliostats qui concentrent les rayons du Soleil pour faire :
- chauffer un fluide dont la vapeur servira à faire tourner une turbine pour produire de l'électricité grâce à un générateur.
- fonctionner un moteur Stirling qui servira à produire de l'électricité grâce à un générateur.

Pour capter le maximum d'énergie on utilise différentes techniques :
Centrale à capteurs cylindro-paraboliquesLes miroirs paraboliques sont concentrés sur des tubes où un liquide caloporteur est porté à haute température. Celui-ci, envoyé dans une chaudière, transforme de l'eau en vapeur. La vapeur fait tourner des turbines qui entraînent des génératrices d'électricité ;

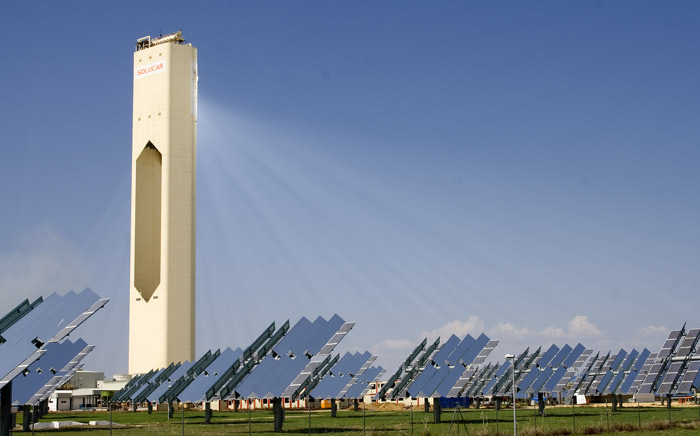
Centrale solaire à concentration, Solucar PS10 (Espagne).

Centrale à concentration et tourCe système est une variante des capteurs cylindro-paraboliques, il concentre lui aussi l’énergie solaire mais sur un seul point situé dans une tour, ce qui demande aux miroirs de se déplacer sur 2 axes et les rend plus sensibles aux vents qui peut défocaliser les rayons ; sur cette tour un récepteur avec un liquide caloporteur forme ainsi, grâce à un échangeur de chaleur, de la vapeur d’eau qui fait tourner une turbine. Certaines sont équipées pour pouvoir fonctionner en l'absence de Soleil via le stockage de sels fondus à haute température (> 500 °C);
Centrale solaire à miroir de FresnelCe système est lui aussi constitué d'un champ de capteurs solaires (miroirs) qui varient leur angle en fonction de l'ensoleillement, mais la différence est qu'il est constitué d'une multitude de petits miroirs rectangulaires réduisant ainsi les coûts d'installation, rapprochant les batteries des miroirs puisqu'ils sont moins grands, ce qui fait que leur ombre est plus petite. Le principal avantage par rapport aux autres systèmes est le coût réduit grâce à l'utilisation de matériaux bon marché.